# قائمة المناطق البيئية في السعودية
هذه قائمة بالمناطق البيئية الموجودة في المملكة العربية السعودية، بحسب ما أورده الصندوق العالمي للطبيعة.

## المناطق البيئية الأرضية
تقع اليمن على الحدود بين منطقتين بيئيتين، أحداهما هي المنطقة المدارية الإفريقية، والتي تغطي الجزء الجنوبي الشرقي من شبه الجزيرة العربية، بالإضافة إلى أفريقيا جنوب الصحراء الكبرى ومدغشقر. والأخرى هي المنطقة القطبية الشمالية القديمة، والتي تغطي بقية شبه الجزيرة العربية، بالإضافة إلى أوراسيا المعتدلة وشمال أفريقيا.

### غابات البحر الأبيض المتوسط، والغابات، والأحراش
- غابات الصنوبريات عريضة الأوراق في شرق البحر الأبيض المتوسط

### الصحاري والأحراش الجافة
- الصحراء العربية (المنطقة القطبية الشمالية القديمة)
- صحراء وشبه صحراء الخليج العربي (المنطقة القطبية الشمالية القديمة)
- صحراء وشبه صحراء البحر الأحمر الاستوائية (المنطقة القطبية الشمالية القديمة)
- الغابات الجبلية في جنوب غرب الجزيرة العربية (المنطقة المدارية الإفريقية)
- سافانا سفوح جنوب غرب الجزيرة العربية (المنطقة المدارية الإفريقية)
- صحراء الضباب الساحلية في شبه الجزيرة العربية (المنطقة المدارية الإفريقية)

## المناطق البيئية للمياه العذبة
- المناطق الداخلية في شبه الجزيرة العربية
- الساحل الجنوبي الغربي للجزيرة العربية

## المناطق البيئية البحرية
تنقسم بحار المملكة العربية السعودية إلى ثلاث مناطق بيئية بحرية، جميعها جزء من النطاق البحري لغرب المحيطين الهندي والهادئ، وهي:
- الخليج العربي
- شمال ووسط البحر الأحمر
- جنوب البحر الأحمر